# Ayaka Hirahara
Hirahara Ayaka (平原綾香, Hirahara Ayaka, 9 de maio de 1984, Tóquio), é uma cantora, compositora, saxofonista e letrista de j-pop, com um estilo jazz. Atingiu o sucesso com o single Jupiter. Ayaka vem de uma família de músicos: seu avô Hirahara Tsutomu (平原勉) toca trombeta, seu pai Hirahara Makoto (平原まこと) é saxofonista, sua irmã mais velha Hirahara Aika (平原愛花), mais conhecida como Aika, também é cantora. Aos 6 anos foi membro do grupo de balé Matsuyama e aos 13 começou a tocar saxofone na escola de música Senzoku Gakuen High School. Fez faculdade de Jazz e graduou em saxofone no colégio Senzoku Gakuen College of Music. Está entre as cantoras de maior renome no Japão. Seu contrato é com a Universal Music Japan.

## História

### 2003-2004
Com seu primeiro single, "Jupiter", Ayaka obteve um grande destaque no Japão. Seu single de estreia é até hoje o mais vendido de sua carreira, cerca de 925 mil cópias. No ano seguinte (2004) o seu primeiro álbum, Odyssey , conquistou grande sucesso e é, até hoje, o álbum mais vendido de sua carreira cerca de 723.493 cópias em todo Japão.
No mesmo ano lançou mais 4 singles com sucesso mediano. Já no final do ano seu segundo álbum, The Voice, que apesar de não vender na mesma proporção do primeiro, obteve resultados satisfatórios.

### 2005
Lançou apenas dois singles, um álbum e seu primeiro DVD, um DVD com seus videoclipes lançados até o momento. Os singles tiveram um sucesso limitado, já o álbum from to teve vendas excelentes, cerca de 220 mil cópias.

### 2006
Lançou três singles, sendo um deles Chikai de grande sucesso, sendo tema de abertura das olimpíadas de inverno do canal NHK. Lançou seu quarto álbum 4tsu no L que teve uma venda regular. Nesse ano lançou também seu primeiro DVD de show, gravado no famoso estádio Budokan.

### 2007
Ano aparentemente ruim para Ayaka, lançou seu terceiro DVD, sendo o segundo DVD de videoclipes e o quarto DVD, sendo o segundo DVD ao vivo. Lançou também seu quinto álbum Sora que é, até hoje o menos vendido de sua carreira, vendeu apenas 33 166 cópias. Apesar disso, seu único single lançado nesse ano ("Ima, Kaze no Naka de") teve vendas boas, melhor que o álbum Sora, vendeu cerca de 48 324 cópias.

### 2008
Outro ano de "altos e baixos" na carreira de Ayaka. Lançou quatro singles, todos venderam mal, com exceção do último ("Nocturne ~ Campanula no Koi") que vendeu cerca de 111 248 cópias. Lançou nesse ano dois álbuns, sendo um de compilação com suas melhores músicas até o momento (Jupiter ~Hirahara Ayaka Best~) teve vendas boas, cerca de 135 863 cópias. O outro álbum tem como título uma música composta e escrita pela irmã de A-ya, Aika Hirahara, a canção e título do álbum é Path of Independence, teve vendas ótimas cerca de 146 580 cópias.

### 2009
Mais um ano de baixas para A-ya. Já que seus 4 singles lançados tiveram vendas baixas. Nesse ano lançou também seu quinto DVD, sendo o terceiro DVD de apresentação ao vivo. Lançou, também, seu oitavo CD my Classics! que vendeu muito bem, chegando a ser indicado como melhor álbum no Japan Records Awards, porém não conseguiu ganhar. É um álbum interessante, já que metade dele é de suas músicas mais famosas e a outra metade é de músicas inéditas, sendo todas escritas por ela, mas com a melodia de compositores famosos com Caccini.

### 2010
Ano aparentemente promissor para carreira de A-ya. Lançou seu primeiro dueto no single "Sailing my life" com a participação do cantor Fujisawa Norimasa que foi tema do filme Oceans, não teve boas vendas, vendeu apenas cerca de 5 mil cópias. Lançou também o single "Keropak" que é tema do filme do anime Keroro Gunso, suas vendas foram péssimas, vendeu só 824 cópias. Apesar do número de vendas, é nele que tem a primeira música remix num estilo techno. Lançou mais um single em maio que teve vendas regulares, após um mês, em junho lança um álbum novo que vendeu muito bem, ficou duas semana seguidas no Top 10 da Oricon, a primeira semana ficou em quinto lugar com 13826 cópias vendidas, na segunda semana ficou em décimo lugar com 8 188 cópias vendidas. Lançou mais um single em setembro, baseado na canção inglesa Greensleeves. Anunciou mais um álbum, my Classics! 3, para 2011.

## Kōhaku Uta Gassen
Kōhaku Uta Gassen é um programa televisivo japonês do canal NHK, realizado sempre no último dia do ano, com apresentações de artistas de enka e j-pop melhor sucedidos no ano, que competem divididos em equipes masculina (shirogumi-branca) e feminina (akagumi-vermelha). Abaixo a música que ela apresentou em cada ano em que foi convidada ao evento:
- 2004: Jupiter
- 2005: Ashita (明日)
- 2006: Chikai (誓い)
- 2007: Jupiter
- 2008: Nocturne (ノクターン)
- 2009: Mio Amore! (ミオ・アモーレ!)
- 2010: Voyagers
- 2011: Ohisama ~ Taisetsu na Anata he(おひさま~大切なあなたへ)

## Discografia

### Álbuns

#### Estúdio
- [2004.02.18] ODYSSEY
- [2004.11.25] The Voice
- [2006.03.22] 4tsu no L (4つのL, Yottsu no Eru - Os quatro L's)
- [2007.01.31] Sora (そら - Céu)
- [2008.12.03] Path of Independence
- [2012.02.29] Doki! (ドキッ! - Chocante!)
- [2013.12.04] What I Am
- [2015.05.13] Prayer

#### Coletânea / Melhores
- [2008.02.13] Jupiter ~Hirahara Ayaka Best~
- [2013.05.08] 10 Shunen Kinen Single Collection ~Dear Jupiter~ (10周年記念シングル・コレクション ~Dear Jupiter~ - 10º Aniversário Coletânea de Singles ~Querido Júpiter~)
- [2014.06.04] my Classics selection

#### Conceituais
- [2009.09.02] my Classics!
- [2010.06.09] my Classics! 2
- [2011.03.02] my Classics! 3

#### Cover
- [2005.09.28] from to
- [2014.11.12] Winter Songbook

### Singles

#### Físico
- [2003.12.17] Jupiter
- [2004.02.18] Ashita (明日)
- [2004.05.26] Kimi to Iru Jikan no Naka de (君といる時間の中で)
- [2004.07.28] Niji no Yokan (虹の予感)
- [2004.10.16] Blessing Shukufuku (Blessing 祝福)
- [2004.11.25] Hello Again, JoJo
- [2005.01.26] Ashita (明日) (re-lançado)
- [2005.05.25] Eternally
- [2005.09.28] Banka (Hitori no Kisetsu) / Inochi no Namae {晩夏(ひとりの季節)/ いのちの名前}
- [2006.01.28] Chikai (誓い)
- [2006.07.19] Voyagers ~ Kokoro (心)
- [2006.11.15] Christmas List
- [2007.11.28] Ima, Kaze no Naka de (今、風の中で)
- [2008.01.23] Hoshi Tsumugi no Uta (星つむぎの歌)
- [2008.04.16] Kodoku no Mukou (孤独の向こう)
- [2008.07.16] Sayonara Watashi no Natsu (さよなら私の夏)
- [2008.11.12] Nocturne ~ Campanula no Koi (ノクターン ~ カンパニュラの恋)
- [2009.02.25] Akane (朱音 あかね)
- [2009.05.27] Shin Sekai (新世界)
- [2009.08.26] Mio Amore! (ミオ・アモーレ)
- [2009.10.21] Ave Maria! ~Schubert~
- [2010.01.13] Sailing my life (feat. Norimasa Fijisawa)
- [2010.02.24] Keropak (ケロパック)
- [2010.05.19] Pomp & Cunstance March ~ JOYFUL, JOYFUL
- [2010.09.29] Greensleeves
- [2011.02.02] Wakare no Kyoku (別れの曲)
- [2011.06.29] Ohisama ~ Taisetsu na Anata he (おひさま 〜大切なあなたへ)
- [2011.11.02] My Road
- [2012.02.01] NOT A LOVE SONG
- [2012.07.04] Smile Smile (スマイル スマイル)
- [2013.07.24] Tsubasa (翼)
- [2013.11.11] Shine -Mirai e Kazasu Hi no You ni- (未来へかざす火のように)

#### Digitais
- [2015.03.25] Prayer
- [2015.03.25] Someiyoshino (ソメイヨシノ)

### DVDs

#### Videoclipes
- [2005.02.23] Dreamovies Ayaka Hirahara music video collection Vol.1
- [2007.01.31] Dreamovies Ayaka Hirahara music vídeo collection Vol.2
- [2012.02.01] Dreamovies Ayaka Hirahara music vídeo collection Vol.3

#### Shows
- [2006.11.15] Live Tour 2006 '4tsu no L' at Budokan
- [2009.09.02] Concert Tour 2009 Path of Independence at JCB Hall
- [2011.03.02] Concert Tour 2010 ~from the New World~ at Bunkumura
- [2012.05.23] Concert Tour 2011 ~Love Story~ at Showa Jyoshi Daigaku Hitomi Kinen Kodo
- [2013.06.05] Concert Tour 2012 ~Doki!~ at Bunkamura Orchard Hall
- [2014.09.17] 10th Anniversary Concert Tour 2013 ～Dear Jupiter～ at Bunkamura Orchard Hall
- [2015.03.18] Concert Tour 2014 "What I Am -Mirai no Watashi he-" Premium Encore Performance @ Bunkamura Orchard Hall

## Videografia

### Videoclipes
- Jupiter
- Ashita (明日)
- Kimi to Iru Jikan no Naka de (君といる時間の中で)
- Niji no Yokan (虹の予感)
- Blessing Shukufuku (Blessing 祝福)
- Hello Again, JoJo
- Eternally
- Banka (Hitori no Kisetsu) (晩夏(ひとりの季節))
- Inochi no Namae (いのちの名前)
- Chikai (誓い)
- Voyagers
- Kokoro (心)
- Christmas List
- Ima, Kaze no Naka de (今、風の中で)
- Hoshi Tsumugi no Uta (星つむぎの歌)
- Kodoku no Mukou (孤独の向こう)
- Sayonara Watashi no Natsu (さよなら私の夏)
- Nocturne (ノクターン)
- Campanula no Koi (カンパニュラの恋)
- Shin Sekai (新世界)
- AVE MARIA
- Mio Amore! (ミオ・アモーレ)
- Ave Maria! ~Schubert~
- Sailing my life (Movie Version) feat. Norimasa Fujisawa
- Keropak (ケロパック)
- Ifuu Doudou (威風堂々)
- Greensleeves
- Wakare no Kyoku
- Ohisama ~ Taisetsu na Anata he(おひさま~大切なあなたへ)
- My Road
- NOT A LOVE SONG
- Smile Smile (スマイル スマイル)
- Tsubasa (翼)
- Shine -Mirai e Kazasu Hi no You ni- (未来へかざす火のように)
- Auld Lang Syne ~ Hotaru no Hikari (蛍の光)
- Don't Give It Up